# Two Witches
Two Witches — финская готик-рок-группа, основанная в 1987 году. До 1988 года носила название Noidat («ведьмы»). Состав группы несколько раз изменялся.

## История
Группа основана в 1987 году уроженцем Тампере Юрки Вичем и его приятельницей Анне Нурми. Спустя год вышел дебютный сингл — «Pimeyden Jousi». Перебрав несколько вариантов состава, Юрки и Анне остановились на ещё одной паре — Науку и Тоби. Вчетвером они смогли создать неповторимую атмосферу ранней европейской готики. В 1989 году они отправились в свой первый европейский тур. Гастрольные поездки «Ведьм» по Европе случались каждый год в условиях продолжающихся перемен состава, подписывания контрактов с европейскими издателями и получения регалий вроде «Группа года» от солидных изданий. После одного из таких туров в 1993 году Анне покинула группу, присоединившись по приглашению Тило Вольфа к швейцарской группе Lacrimosa.
Такие альбомы группы, как «Agony of the Undead Vampire», «The Vampire’s Kiss», «Bites», «Bites and Kisses», а также «Phaeriemagick» (который музыканты записывали в течение двух дней в условиях чудовищного давления и до сих недолюбливают это своё творение) издавались не только на финских, но и на немецких и американских лейблах.

## Состав

### Текущий состав
- Юрки Вич — вокал (с 1987)
- Хейди — гитара (с 2001)
- Марко Хаутамяки — гитара, клавишные (с 2001)
- Алекс — бас-гитара (c 2006)

### Бывшие участники
- Анне Нурми — клавишные (1987—1993)
- Науку — клавишные (с 1989—1998)
- Тоби (с 1989—1998)
- Ари (1990—1992)
- Юха (1990—1991)
- Тимо Рауханиеми — бас-гитара (1991—1992)
- Паве — ударные (1994-?)
- Линде — бас-гитара (1994—2004)
- Ирис — клавишные (1996—2001)
- Анке — бас-гитара (2004—2006)

## Дискография

### Студийные альбомы
- 1992 — Agony of the Undead Vampire, part II (CD)
- 1993 — The Vampire’s Kiss (CD)
- 1993 — Phaeriemagick (CD)
- 1995 — Bites (CD)
- 1999 — Eternal Passion (CD)
- 2014 — Goodevil (CD)

### Синглы и EP
- 1988 — Pimeyden Jousi (7" совместно с Advanced Art)
- 1988 — Cat’s Eyes (7" совместно с Advanced Art)
- 1989 — Like Christopher Lee (7")
- 1991 — Dead Dog’s Howl (7")
- 1994 — Bloody Kisses (MCD)
- 1997 — Talvenaika (MCD)
- 2002 — May You Be In Heaven (MCD)
- 2004 — Sacrifice EP (MCD)
- 2010 — Crucified EP (MCD)

### Сборники
- 1996 — Bites And Kisses (CD)
- 1996 — Into The Darklands (CD)
- 2001 — Wenches, Witches and Vampyres (CD)
- 2005 — Saints & Sinners (2CD)
- 2005 — The Singles Collection (CD)[1]

### Переиздания
- 2001 — Agony of the Undead Vampire, part II — Jubilee Edition (CD)
- 2005 — Eternal Passion (CD)
- 2006 — Bites (CD)

### Ремиксы
- 2003 — Pimeyden Jousi remixes (12" Vinyl Maxi)